# Hypertelis cerviana
Espèce
Hypertelis cerviana est une espèce de plantes à fleurs de la famille des Molluginaceae. Cette espèce est connue sous le nom commun de carpetweed threadstem (textuellement: tapis d'herbe à tiges en fils). Son aire de répartition s'étend de la Méditerranée à l'Afrique, de la péninsule arabique à la Mongolie et au sous-continent indien. 

## Description

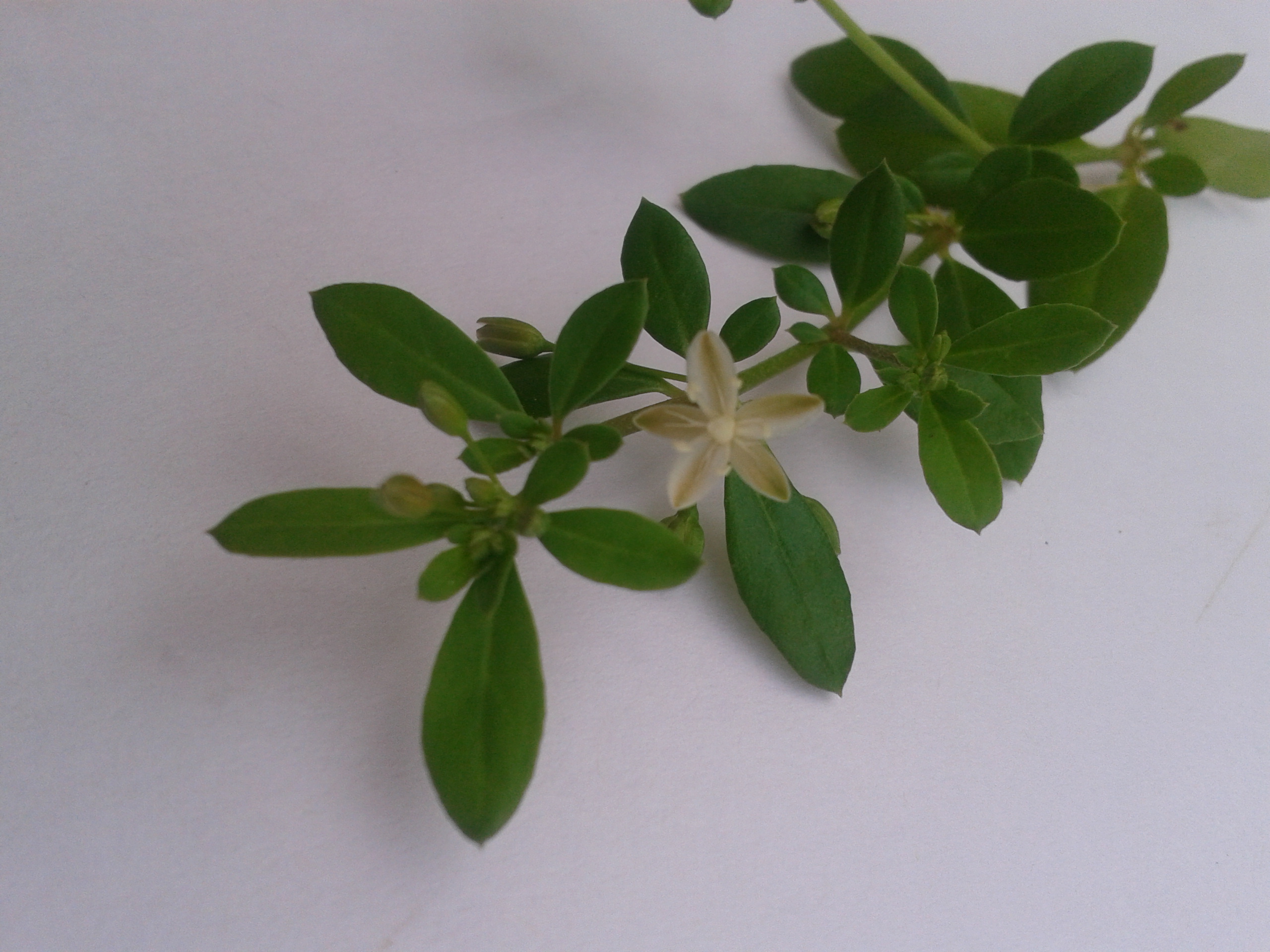

Il s'agit d'une herbe annuelle produisant une tige fine et érigée d'environ 20 centimètres de haut. Les feuilles étroites et cireuses mesurent jusqu'à 1,5 centimètre de long, sont linéaires et disposées en verticilles autour de la tige. L'inflorescence est une ombelle lâche de minuscules fleurs, chacune composée de sépales blanchâtres, ressemblant à des pétales, mesurant moins de 2 millimètres de long, et sans véritables pétales.

## Répartition et habitat
On la trouve sur la plupart des continents, poussant comme une mauvaise herbe dans de nombreux types d'habitats secs et sablonneux.

## Systématique
Le nom correct complet (avec auteur) de ce taxon est Hypertelis cerviana (L.) Thulin.
L'espèce a été initialement classée dans le genre Pharnaceum sous le basionyme Pharnaceum cerviana L..
Ce taxon porte en français les noms vernaculaires ou normalisés suivants : Hypertélis de Cervi,, Mollugine de Cervi.
Hypertelis cerviana a pour synonymes :
- Mollugo cerviana var. cerviana
- Mollugo cerviana var. linearis Fenzl
- Mollugo cerviana (L.) Ser.
- Mollugo tenuissima Peter
- Pharnaceum cerviana L.
- Pharnaceum glabrum Steud.